# Pierre Jahan
Pierre Jahan (Amboise, 9 de septiembre de 1909 - París, 21 de febrero de 2003) fue un fotógrafo e ilustrador francés.
Con seis años heredó una Kodak Brownie de su hermana y comenzó a hacer fotografías, pero el aprendizaje que empezó en 1934 en el taller parisino de Raymond Gid estuvo relacionado en mayor medida con la tipografía y la ilustración. Su trabajo era más bien de ilustrador. En 1936 fue miembro fundador del grupo Le Rectangle junto a fotógrafos, entre ellos Louis-Victor Emmanuel Sougez y René Servant. En 1950 se unió al Grupo fotográfico Les XV junto a Robert Doisneau, Willy Ronis y Lucien Lorelle entre otros. 
Al finalizar la Segunda Guerra Mundial organizó una exposición junto a Raymond Gid en el Museo del Louvre que recogía fotografías de las medidas que se adoptaron para proteger las obras de arte durante la guerra. A partir de ese momento se convierte en gran defensor de los derechos de autor, lo que le llevó a la vicepresidencia de la Sociedad de la Defensa de los Derechos de Autor de los Fotógrafos.
Realizó numerosos reportajes entre los que se pueden destacar: el realizado sobre la Exposición Universal de París (1937) y el que denunciaba la destrucción de estatuas parisinas para aprovechar su metal durante la ocupación por las tropas alemanas en la Segunda Guerra Mundial. También hizo retratos a personajes como Pablo Picasso, Georges Braque, Colette, Jean Cocteau o Paul Valéry. Asimismo su trabajo editorial fue muy amplio con colaboraciones en los principales medios. 
En 2010 se realizó una exposición retrospectiva de su trabajo en los Encuentros fotográficos de Arlés.